# بول ساباتييه (عالم)
بول ساباتييه (بالفرنسية: Paul Sabatier )‏ (و. 1858 – 1928 م) هو مؤرخ، وعالم عقيدة، وأستاذ جامعي فرنسي، كان عضوًا في أكاديمية لينسيان، والأكاديمية الفرنسية للعلوم، توفي في ستراسبورغ، عن عمر يناهز 70 عاماً.

## التعليم
تعلم في كلية اللاهوت البروتستانتية في باريس ‏ (حتى 1885).

## جوائز
حصل على جوائز منها:
- الدكتوراة الفخرية من جامعة أكسفورد.

## روابط خارجية
- بول ساباتييه على موقع الموسوعة البريطانية (الإنجليزية)